# جايسون سوكول
جايسون سوكول (بالإنجليزية: Jason Sokol)‏ هو مؤرخ أمريكي، (و. 1900  م).